# Thăm dò điện từ Tellur

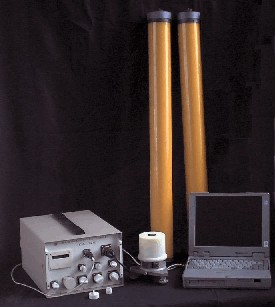
Một bộ máy đo Điện từ Tellur

Thăm dò Điện từ Tellur (Magnetotellurics, MT) là một phương pháp của Địa vật lý, thực hiện quan sát các biến thiên của trường điện và trường từ ở vỏ Trái Đất, nhằm xác định phân bố tính chất điện từ của đất đá ở độ sâu từ 300m đến chục ngàn mét, từ đó giải đoán về tính chất trạng thái đất đá và cấu trúc địa chất.
Nó phục vụ các nghiên cứu Vật lý Địa cầu, và trong Địa vật lý Thăm dò: nghiên cứu địa chất cơ bản, tìm kiếm dầu khí, khoáng sản và nước ngầm, cũng như trong địa chất môi trường và tai biến.
Tại Việt Nam phương pháp được quy chuẩn trong TCVN 9425: 2012 "Điều tra, đánh giá và thăm dò khoáng sản - Phương pháp Tellua".

## Lịch sử
Điện từ Tellur được các nhà địa vật lý người Pháp Louis Cagniard và nhà địa vật lý người Nga Andrey Nikolayevich Tikhonov đưa ra vào đầu những năm 1950. Với những tiến bộ trong thiết bị đo đạc, xử lý và mô hình hóa, MT đã trở thành một trong những công cụ quan trọng trong nghiên cứu Trái Đất sâu.